# Bipartidismo conservador-liberal
El bipartidismo conservador-liberal fue el sistema partidista predominante en Colombia desde mediados del siglo XIX. A diferencia de los Estados Unidos y Reino Unido —los dos modelos bipartidistas "clásicos"—, el bipartidismo colombiano ha funcionado como un sistema multipartidista debido a su tradición de lucha entre fracciones dentro de cada partido.
En 1846 José Eusebio Caro y Mariano Ospina Rodríguez redactaron los fundamentos doctrinarios del Partido Conservador Colombiano. El mismo año, Ezequiel Rojas elaboró las bases programáticas del Partido Liberal Colombiano. Ambos partidos han mantenido una constante desde el momento de su fundación: tener en cuenta un sector de centro que permite las alianzas con el otro partido o con sectores del mismo.
Conservadores y liberales resultaron ganadores en todas las elecciones desde 1853, y durante todo el siglo XX. Las elecciones a la Asamblea Constituyente de Colombia de 1991 fueron la única vez que un grupo diferente obtuvo más del 10 % de los votos (Movimiento 19 de abril con el 23%). Sin embargo, en 1886 y 1910, disidencias de ambos partidos buscando crear nuevos partidos obtuvieron mayorías que les permitieron gobernar por algunos años. Además, otra disidencia formada de conservadores y liberales estuvo a punto de ganar las elecciones presidenciales de 1970.
Los alcances de la constitución de 1991, conllevaron a la ruptura parcial del bipartidismo en el país. Sin embargo, la falta de leyes estatutarias para estimular la vida de nuevos partidos, conllevó un vacío propicio para la irrupción de candidaturas personalistas y caudillistas.
Es así que varios analistas y voceros de los partidos políticos colombianos, estimaron en su momento que los resultados de las elecciones presidenciales de 2006 transformaron el mapa político colombiano. Al examinar la reelección del presidente Álvaro Uribe (Primero Colombia), con el 62 % de los votos, y el segundo lugar de Carlos Gaviria Díaz (Polo Democrático Alternativo), con el 22 %, estos especialistas estimaron que la disputa entre conservadores y liberales dio paso a una confrontación entre derecha e izquierda, la primera representada por las fuerzas que respaldaron a Uribe y la segunda por los movimientos que apoyaron a Gaviria.

## Historia del bipartidismo conservador-liberal

### Hegemonía conservadora
La hegemonía conservadora fue el período en el que el Partido Conservador se mantuvo en el poder de forma continua durante 44 años. Se inició en 1886 cuando José María Campo Serrano, asumió la presidencia de la República de Colombia, en nombre de la Regeneración, liderada por Rafael Núñez, bajo la cual se promulgó la Constitución de 1886, de corte centralista y conservador. Dicha hegemonía se prolongó hasta 1930, cuando el conservatismo perdió las elecciones contra el candidato liberal Enrique Olaya Herrera.
Entre 1899 y 1902 se desarrolló en Colombia la guerra de los Mil Días, un conflicto armado entre liberales y conservadores. La victoria fue obtenida por el bando conservador y se dio por terminada con los tratados de paz de Neerlandia y Wisconsin. Una de las consecuencias del conflicto vino en 1903, cuando luego de varias rebeliones el departamento de Panamá proclamó su independencia con el apoyo del gobierno de Estados Unidos.
En 1923, durante el gobierno conservador, las instituciones económicas colombianas habían sido transformadas por las reformas de la Misión Kemmerer, que introdujo al país una organización bancaria y fiscal moderna. Kemmerer propuso fortalecer la economía estatal para abrirle camino al desarrollo del sector financiero. Esa fórmula recomendada como condición de los préstamos estadounidenses, fue aprendida por el liberal Alfonso López Pumarejo, por lo que el programa del Partido Liberal ganador de las elecciones presidenciales de 1934 coincidía con los criterios básicos recomendados por Kemmerer.
Por otra parte, en 1928 se produjo en Ciénaga (Magdalena) la Masacre de las Bananeras, cuando el Ejército Nacional tuvo una orden de disparar hacia los trabajadores de United Fruit Company quienes estaban protestando para recibir cambios en las condiciones laborales de la producción bananera tales como mejores pagos y condiciones de salud. La prensa liberal sostuvo que se había disparado contra obreros que efectuaban una marcha pacífica acompañados por sus mujeres y sus niños.

### República Liberal
En 1930 fue elegido presidente el liberal Enrique Olaya, y en 1932 se desató la guerra colombo-peruana. Para enfrentar al enemigo exterior, el gobierno de Olaya recibió el apoyo del jefe de la oposición conservadora, Laureano Gómez, quien declaró: “paz en el interior y guerra en la frontera”. Además Gómez defendió en el Senado de Colombia el empréstito de emergencia que el gobierno buscaba para cubrir los gastos de guerra.
Durante la guerra, para comandar la expedición que recuperó a Leticia, Olaya eligió a su rival conservador en las elecciones presidenciales de 1930, el general Alfredo Vásquez Cobo.
Tras el final de la guerra, en las elecciones presidenciales de 1934 Alfonso López Pumarejo fue nombrado presidente, y adelantó una nueva reforma a la Constitución en 1936. 
López Pumarejo gobernó por dos períodos (1934-1938 y 1942-1945). Organizó el sindicalismo en el país y consagró el derecho a la huelga. También promovió el desarrollo de la Universidad Nacional, y por primera vez la mujer colombiana fue considerada ciudadana, pero no tenía derecho a votar.
El presidente Olaya Herrera había intentado adelantar políticas de reforma agraria en un proyecto elaborado por Francisco José Chaux y Jorge Eliécer Gaitan, pero no fue aprobado. Correspondió entonces a López la expedición de una ley que sin ser distributiva, tenía la intención de una transformación capitalista de la tierra, lo que despertó una férrea oposición del partido conservador liderado por Laureano Gómez, así como por la Iglesia católica, terratenientes y militares. También durante la presidencia de López, se instituyó la libertad de culto y conciencia y la protección de la maternidad. El presidente sufrió un intento de golpe de Estado el 10 de julio de 1944 en Pasto, pero con el apoyo de las clases obreras, de los altos mandos militares y de la sociedad en general, se evitó que el evento pasara a mayores. El movimiento golpista tenía ramificaciones y el sector laureanista del conservatismo lo había mirado con simpatía.
Durante el cuatrienio de Eduardo Santos, sucedió la masacre de Gachetá. Los detalles del suceso han sido motivo de controversia, pero la versión oficial arrojó un saldo de 9 muertos y 17 heridos, todos afines al Partido Conservador Colombiano. Aunque este fue un hecho de orden público y no político, resultó siendo aprovechado por el Partido Conservador que desató un escándalo en el periódico El Siglo, afirmando que el crimen lo había ordenado el gobierno de Eduardo Santos.
Colombia se declaró neutral con respecto a la Segunda Guerra Mundial, aunque luego, durante el segundo mandato de López Pumarejo, el país le declaró la guerra al bando del Eje. Algunos liberales insistían en que Laureano Gómez era admirador de Adolf Hitler, pero el jefe máximo del conservatismo tenía reservas respecto al nazismo. Sin embargo, la verdadera preferencia de Gómez habría sido una neutralidad.
En 1941, se firmó con Venezuela el Tratado López de Mesa-Gil Borges, que estableció finalmente las fronteras terrestres entre ambos países.

### Violencia bipartidista en Colombia
La Violencia es la denominación del período histórico en Colombia, entre las décadas de 1920 y 1960 (varía según la fuente), en el cual se presentaron confrontaciones armadas entre integrantes del Partido Liberal y del Partido Conservador que, sin haberse declarado una guerra civil, se caracterizó por ser extremadamente violento con asesinatos, agresiones, persecuciones, masacres, destrucción de la propiedad privada y terrorismo por la afiliación política.  El conflicto de la Violencia llegó a acentuarse con el asesinato del líder liberal Jorge Eliécer Gaitán, hecho ocurrido el 9 de abril de 1948. Su muerte ocasionó una fuerte revuelta que tiene por nombre el "Bogotazo".
En este período varios personajes y grupos de ambos bandos fueron enfrentados: los conservadores conocidos como "Los Chulavitas", cuyos primeros miembros eran originarios de Boyacá; los "Pájaros" del Valle del Cauca; y las "guerrillas de paz", que se hicieron famosas por sus acciones atroces; y los liberales conocidos como "Los Cachiporros", organizados en las guerrillas o autodefensas liberales. El conflicto causó entre 113.000 y 300.000 muertos y la migración forzosa de más de dos millones de personas del campo a la ciudad, equivalente a casi una quinta parte de la población total de Colombia, de aproximadamente 11 millones de habitantes.

### Frente Nacional
El Frente Nacional fue un pacto político entre los partidos Liberal y Conservador de Colombia, con el objetivo de sacar del poder al general Gustavo Rojas Pinilla, quien luego de un golpe de Estado en 1953 pretendía perpetuarse en el poder. Dicho acuerdo estuvo vigente entre 1958 y 1974. Por extensión también se refiere al período histórico comprendido por dichos años. 
Las principales características de este período fueron la alternancia de la presidencia durante cuatro períodos constitucionales (16 años) de gobierno de coalición, la distribución de los ministerios y la burocracia en las tres ramas del poder público (ejecutiva, legislativa y judicial). El candidato presidencial era elegido por acuerdo bipartidista, y la distribución igualitaria de las curules parlamentarias se mantuvo vigente hasta 1968. El principal objetivo de este acuerdo político fue la reorganización del país luego del régimen de Gustavo  Rojas Pinilla.
Rojas se convirtió en un importante activista político, llegando a ser, con el tiempo, la cabeza de la tercera fuerza política del país. Este hecho, unido al deseo de terminar con el periodo conflictivo del período de La Violencia, generada por la polarización bipartidista en Colombia, unió a los dirigentes de los partidos liberal y conservador, para buscar una solución común a los problemas. El liberal Alberto Lleras Camargo y el conservador Laureano Gómez firmaron el Pacto de Benidorm, el 24 de julio de 1956, para dar inicio al Frente Nacional, acuerdo por el cual los partidos se turnaron la presidencia y se repartieron la burocracia de gobierno en partes iguales hasta 1974, es decir cuatro períodos presidenciales: dos liberales y dos conservadores. 
El Frente Nacional marcó el fin de la violencia bipartidista que aquejaba a Colombia, y generó la desmovilización de las guerrillas liberales. Sin embargo, continuaron los problemas sociales, económicos y políticos, que llevaron al inicio de un período de conflicto armado en el país, como primera etapa del conflicto armado interno vigente en Colombia. 

## Cultura popular
- En la novela Cien años de soledad del escritor colombiano Gabriel García Márquez, una de las temáticas es el enfrentamiento entre conservadores y liberales. El coronel Aureliano Buendía, se narra, pelea en "treinta y dos guerras civiles" con los liberales, de las cuales no gana ninguna.
- En la Novela Al Pueblo Nunca le toca.